# Zoosemiotica
La zoosemiotica è lo studio delle modalità di comunicazione e di relazione degli animali.

## Definizione
La zoosemiotica si configura come un terreno interdisciplinare, necessitando di un dialogo tra l’etologia, la linguistica, la semiotica.
Nelle parole di Umberto Eco la zoosemiotica si colloca sulla soglia inferiore della semiotica, nella misura in cui: “considera il comportamento comunicativo di comunità non umane e quindi non culturali”. Algirdas Julien Greimas e Joseph Courtés, nel Dizionario ragionato della teoria del linguaggio, rilevano l’articolazione tanto sintagmatica quanto paradigmatica dei linguaggi animali e scrivono che, integrando “gli studi che vertono sull’organizzazione delle società animali, [...] la zoosemiotica è chiamata a formare un vero campo semiotico, autonomo e promettente”.
Se Eco pensa la zoosemiotica come un limite della semiotica, Greimas sembra renderne conto come di un campo del tutto interno alla disciplina. Tuttavia, per entrambi, la questione centrale della zoosemiotica è essenzialmente legata a riflessioni relative alla comunicazione ed al linguaggio e costituisce un campo, almeno in parte, specifico e separato.
Più recentemente la questione è stata trattata non tanto in termini di linguaggio e comunicazione, quanto in termini di discorso e significazione, integrando, con maggiore decisione, le riflessioni semiotiche sugli animali all’interno del più vasto orizzonte degli studi sul senso.

## Storia

### La zoosemiotica di Thomas Albert Sebeok
La disciplina scientifica nasce dall’iniziativa di un gruppo di linguisti statunitensi a cavallo tra gli anni Sessanta e Settanta. Il termine zoosemiotica è stato coniato dal semiologo Thomas Albert Sebeok, del quale va segnalata, in particolare, la monumentale curatela Zoosemica. Studi sulla comunicazione animale.
Sebeok, il quale, muovendo dalle riflessioni di Charles Sanders Peirce, ha proposto una divisione fra sistemi zoosemiotici, comuni tanto all’uomo quanto agli animali (come quelli legati ai meccanismi di organizzazione spaziale e temporale)  sistemi antroposemiotici, esclusivamente umani (come il linguaggio). Inserendo queste riflessioni nel più vasto quadro della biosemiotica, Sebeok ha sottolineato come tanto la genetica quanto la linguistica procedano alla ricerca di componenti universali sempre presenti. Ha perciò proposto di considerare tanto la zoosemiotica, quanto l’antroposemiotica, come tappe di un percorso evolutivo che legge la semiosi come una vera e propria definizione della vita (nota).

### La zoosemiotica cognitiva
Felice Cimatti - autore di Mente e linguaggio negli animali. Introduzione alla zoosemiotica cognitiva - ha ridiscusso la divisione tra zoosemiotica e antroposemiotica. Tale distinzione è ritenuta infondata da un punto di vista evolutivo e biologico. Cimatti fonda la sua base teorica, a tal proposito, riprendendo il concetto di Umwelt formulato da Jakob Johann von Uexküll: le differenze tra comunicazione animale e umana, non corrispondono a due fasi successive dello sviluppo evolutivo, ma dipendono da un diverso adattamento ad uno stesso ambiente.
In generale, la zoosemiotica cognitiva si interessa alle operazioni mentali tramite le quali gli animali producono e comprendono segni, all’interno di questo quadro la mente, intesa come insieme di abilità è precondizione necessaria per trattare e trasformare rappresentazioni mentali. Rintracciando nel discrimine riservato dalla filosofia del linguaggio alla questione della comunicazione animale una delle problematicità che rendono necessario il ripensamento degli studi intorno al linguaggio, la zoosemiotica cognitiva auspica una revisione della nozione di sistematicità. Il riconoscimento di una pluralità di lingue, permetterebbe in tal senso la discussione delle caratteristiche e delle funzioni dei linguaggi non umani in termini di stratificazioni di sistemi con diversa dominanza funzionale intesi come sistemi di comunicazione ed insieme sistemi cognitivi.
Tali vincoli e peculiarità sono emersi in particolar modo nei numerosi studi compiuti nel tentativo di insegnare agli animali non umani a comunicare, a livello cospecifico ed eterospecifico, mediante linguaggi artificiali creati allo scopo, o in alternativa una versione semplificata dell’AMESLAN (American Sign Language). Il caso più famoso è forse quello della femmina di scimpanzé Washoe.

### Gli studi di René Thom sul mondo animale
Vanno infine segnalate anche le ricerche di René Thom. L’autore, seppur non direttamente ascrivibile all’interno dell’orizzonte della zoosemiotica, si è fatto promotore della possibilità di leggere le interazioni animali in termini di significazione. Thom si è focalizzato in particolare sulla natura fondamentalmente topologica della linguistica strutturale, proponendo di decifrare il comportamento animale in termini di forme salienti e forme pregnanti.
Le forme salienti sono definite stimoli sensoriali (ad esempio un grido), i quali, per il loro carattere inaspettato, emergono improvvisamente e per brevi periodi si impongono all’attenzione a partire da uno spazio substrato nel quale lo stesso animale prende posizione. Le forme pregnanti appaiono come forme “biologicamente significative” (ad esempio una preda), e risultano in grado di generare nell’animale dinamiche attrattive e repulsive di lunga durata.
Ad alcune condizioni le forme salienti possono essere investite di pregnanze, nonostante si tratti di valori normalmente associati alle forme pregnanti.

## Sviluppi recenti
Tra il 2016 e il 2017 gli studi di zoosemiotica sono stati protagonisti, in ambito generativo, di un rinnovato interesse, sancito dalla pubblicazione del volume Zoosemiotica 2.0 Forme e politiche dell’animalità. Tra le nuove prospettive di ricerca, Gianfranco Marrone pone l’accento sulla necessità di analizzare la natura costruita di ogni discorso umano sugli animali, l’accesso al cui mondo è vissuto come necessariamente filtrato da letture culturali e dinamiche politico-sociali. Denis Bertrand sottolinea la centralità delle problematiche interspecifiche, evidenziando in tal modo la necessità di analizzare i comportamenti animali in termini di discorso, invitando la semiotica ad una propedeutica riflessione sulle proprie componenti antropomorfiche.
Notevoli i punti di contatto: l’interesse dimostrato rispetto agli studi di Philippe Descola ed Eduardo Viveiros de Castro sull’animismo e sul prospettivismo e, più in generale, alla problematica del multinaturalismo. Tale nozione viene vissuta come il necessario contraltare del multiculturalismo. Il punto focale non risiede più nella natura e nell’animale, ma nelle nature e negli animali, da analizzare di volta in volta con gli strumenti della semiotica generativa. Di pari passo con la scelta di render conto, tra gli altri, dei rapporti umano - animale, risulta con maggiore evidenza il ruolo della metafora e dell’analogia in quanto criteri di accesso all’alterità degli animali.